# La gloria y el infierno
La gloria y el infierno fue una telenovela histórica mexicana ambientada a fines de la Revolución Mexicana, producida por Gonzalo Martínez Ortega para Televisa en 1986. Fue protagonizada por Ofelia Medina, Héctor Bonilla, Fernando Balzaretti y Saby Kamalich y cuenta con las actuaciones antagónicas de Jorge Russek y Elvira Monsell. Está basada en la novela Duelo al sol del escritor norteamericano Niven Busch.

## Sinopsis
Al finalizar la Revolución Mexicana, Sara Vallarta, esposa de Fernando un hacendado de Michoacán, acepta encontrarse con su primo y exnovio, Sebastián Arteaga. Para evitar los rumores, concerta la cita en una iglesia abandonada y acude en compañía de sus dos hijos: Miguel y Sergio. Sebastián le confiesa que se ha unido a una india con quien tiene una hija, Inés, pero que nunca ha dejado de amarla. Él le pide a Sara que, si le llegara a pasar algo, cuide a su familia. Apenas se va Sebastián, aparece Fernando quien sin dejar explicarse a Sara asume inmediatamente que ella le es infiel y desde ese momento, la expulsa de su cama y no le vuelve a dirigir la palabra. Aunque Sara sigue viviendo en la casa de su exmarido, es prácticamente un fantasma pues es ignorada por completo.
Sebastián muere, y su esposa, orgullosa no acude donde Sara, en cambio, se relaciona con el dueño de una taberna sin importarle que Inés crezca en un ambiente tan sórdido. Veinte años después, el presidente Lázaro Cárdenas inicia su programa agrario de expropiación de haciendas, y Fernando Vallarta es el principal opositor a esta medida. Justo en estas circunstancias es cuando la bella huérfana Inés viene a vivir con los Vallarta.

## Elenco
- Ofelia Medina - Inés Arteaga
- Héctor Bonilla - Miguel Vallarta
- Fernando Balzaretti - Sergio Vallarta
- Jorge Russek - Don Fernando Vallarta
- Saby Kamalich - Sara Vallarta
- Elvira Monsell - Martina
- Pedro Armendáriz Jr. - Sebastián Arteaga
- Salvador Sánchez - Asunción
- Anna Silvetti - Adriana
- Lucía Guilmáin - Concha
- Josefina Echánove - Guadalupe
- Arturo Beristáin - Madrigal
- Dolores Beristáin - Vicenta
- Arturo Benavides - Pontón
- Arlette Pacheco - Amalia
- Patricio Castillo - Dr. Mendoza
- Carlos Cardán - Valerio Redondo
- Miguel Gómez Checa - Augusto
- Alberto Gavira - Graciano
- Uriel Chávez - Cruz
- Guillermo Gil - Genaro
- Gilberto Pérez Gallardo -
- David Phillips - Sergio (niño)
- Sergio Bonilla - Miguel (niño)
- Nelly - Inés (niña)
- Mario Iván Martínez - Sergio (adolescente)
- Mario Casillas - Lic. Arvides
- Blanca Torres - Señora Buitrón
- Quintín Bulnes - Yáñez
- Narciso Busquets - Lucio Gallardo
- Jorge Fegan - Manuel Rubio
- David Rencoret - Alonso
- Tania McKelligan
- Maribel Tarrago - Eloísa
- Jesús Gómez Munguía
- Ángel de la Peña
- Gustavo del Castillo
- Federico Romano
- Dacia González- Isaura

## Equipo de producción
- Historia original: Niven Busch
- Adaptación libre para televisión: Antonio Monsell
- Tema original: La gloria y el infierno
- Diseño de vestuario: Angela Dodson, Antonia Guerrero, Xóchitl Vivo
- Coordinadora de producción: Martha Patricia López de Zatarain
- Gerente de producción: Juan Osorio
- Dirección de cámaras: Ernesto Medina
- Dirección y producción: Gonzalo Martínez Ortega

## Premios y nominaciones

### Premios TVyNovelas 1987
| Categoría                 | Nominado(a)             | Resultado |
| ------------------------- | ----------------------- | --------- |
| Mejor telenovela          | Gonzalo Martínez Ortega | Nominado  |
| Mejor actriz protagónica  | Ofelia Medina           | Nominada  |
| Mejor actor protagónico   | Héctor Bonilla          | Nominado  |
| Mejor escritor            | Antonio Monsell         | Nominado  |
| Mejor dirección de escena | Gonzalo Martínez Ortega | Nominado  |

## Versiones
- También de la novela de Niven Busch se realizó en 1946 una película homónima, dirigida por King Vidor y protagonizada por Gregory Peck y Jennifer Jones.